# Клименко, Василий Константинович
Василий Константинович Клименко (7 [20] августа 1906, с. село Петровка, Екатеринославская губерния — 20 апреля 1984, Киев) — советский украинский партийный и профсоюзный деятель, первый секретарь Ворошиловградского областного комитета Компартии Украины (1951—61).

## Биография
С 15 лет работал в молодёжной организации в селе Щербиновка. Вскоре он попадает в комсомол, а потом становится секретарём Щербинской молодёжной организации.
С 1924 года работает в Щербинском руднике.
С 1928 года по 1930 год срочно служит в воинской части.
С 1929 года член ВКП(б).
В 1935 году окончил химико-технологический факультет Киевского политехнического института.
В 1935 году работал инженером, а также начальником цеха Славянского арматурно-изоляторного завода.
С 1939 года по март 1941 года директор Славянского арматурно-изоляторного завода.
С марта 1941 года по декабрь 1941 года секретарь Сталинского областного комитета КП(б) Украины.
С декабря 1941 года по август 1943 года секретарь Башкирского областного комитета ВКП(б).
С 1943 года по 1944 год помощник секретаря Сталинского областного комитета КП(б) Украины по химической промышленности.
С 1944 года по 1951 год 2-й секретарь Сталинского городского комитета КП(б) Украины.
С 28 января 1949 года по 23 сентября 1952 года кандидат в члены ЦК КП(б) Украины.
С 1951 года по март 1961 года 1-й секретарь Ворошиловградского — Луганского областного комитета КП(б) — КП Украины.
С 23 сентября 1951 года по 10 февраля 1976 года член ЦК КП(б) — КП Украины.
С 25 февраля 1956 года по 30 марта 1971 года член ЦК КПСС.
С марта 1961 года по март 1971 года председатель Украинского республиканского Совета профсоюзов.
С 19 мая 1961 года по 17 марта 1971 года кандидат в члены Президиума — Политического бюро ЦК КП Украины.
Депутат Верховного Совета СССР 3—7 созывов.
С марта 1971 года на пенсии.
Умер в 1984 году в Киеве. Похоронен на Байковом кладбище.

## Образование
В 1935 году окончил химико-технологический факультет Киевского политехнического института.

## Награды
- 3 ордена Ленина (в том числе 18.08.1956)
- орден Трудового Красного Знамени
- орден «Знак Почёта» (21.04.1939) — за стахановские методы работы, а также за освоение новых видов электрических машин и за экономичную работу на электростанциях и цехах без аварий[1][2][4].

## Память
В его честь названа одна из улиц в Петровке.